# Акишино
Царевић Акишино (Фумихито) од Јапана (јап. 秋篠宮文仁親王殿下 / 文仁親王; Токио, 30. новембар 1965) је члан јапанске царске породице. Други је син Акихита и Мичико те тренутно други наследник Кризантеминог престола. Од свог венчања у јуну 1990. носи титулу Akishino-no-miya (преведенао као царевић Акишино) и води своју грану царске породице.
Царевић и принцеза Акишино имају две ћерке и једног сина: 
- Мако
- Како
- Хисахито